# ظيان أبيض

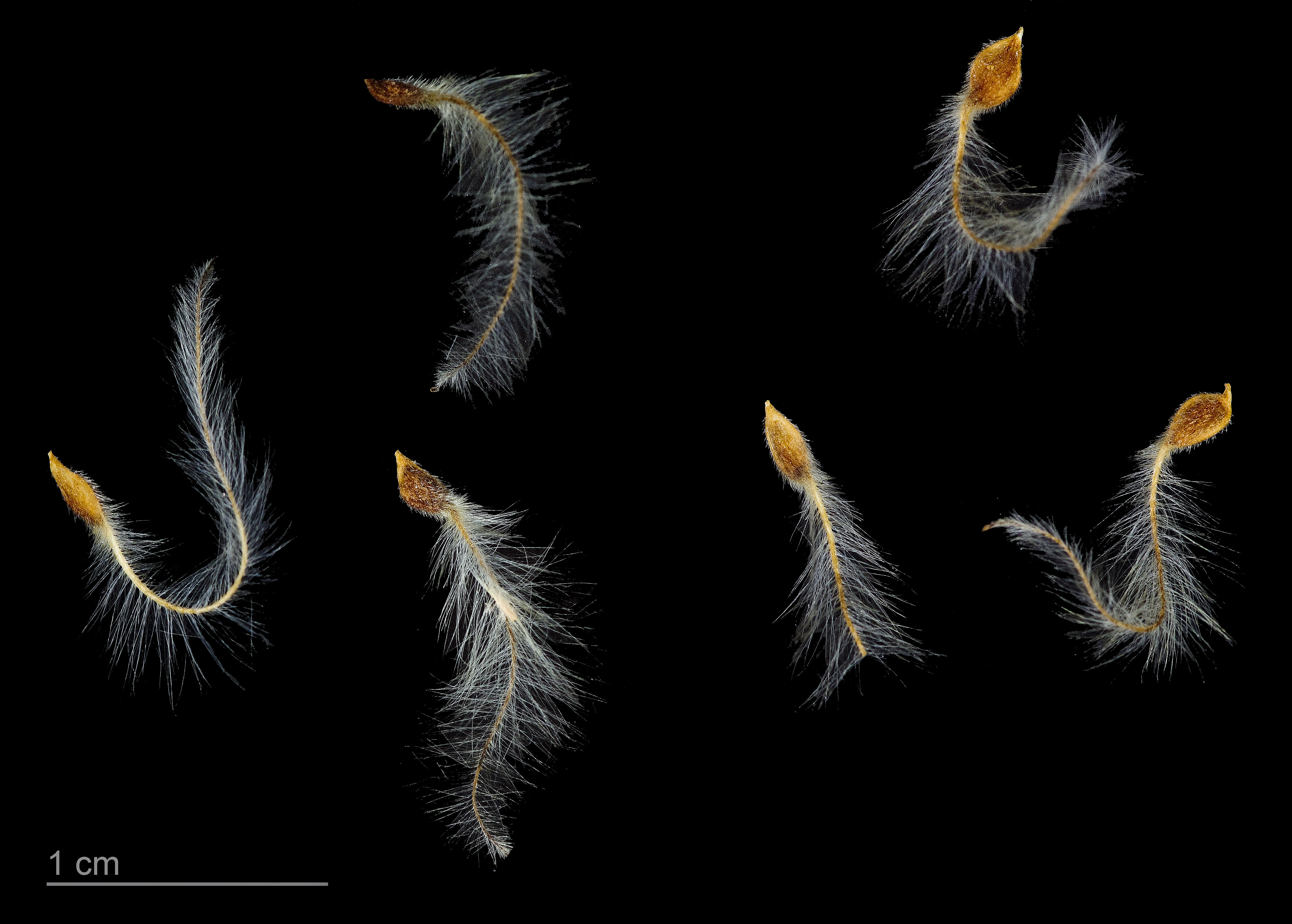
Clematis vitalba

الظيان  الأبيض أو قميص بنت الملك أو ملعة أو شراج أو عنصّرَه (الاسم العلمي: Clematis vitalba) نوع نباتي ينتمي إلى جنس الظيان من الفصيلة الحوذانية.

## الموئل والانتشار
موطنه المشرق العربي والمغرب العربي وحوض البحر الأبيض المتوسط.
يوجد منه صنف هو الظيان الأبيض السوري (باللاتينية: Clematis vitalba var. syriaca).

## معرض صور

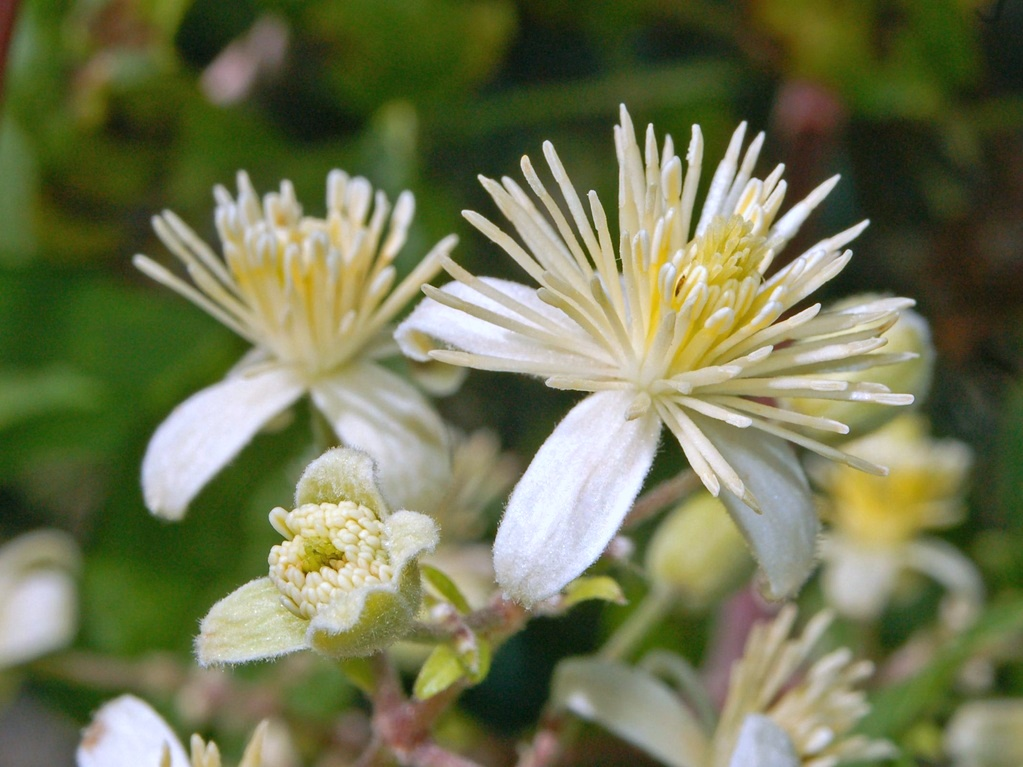
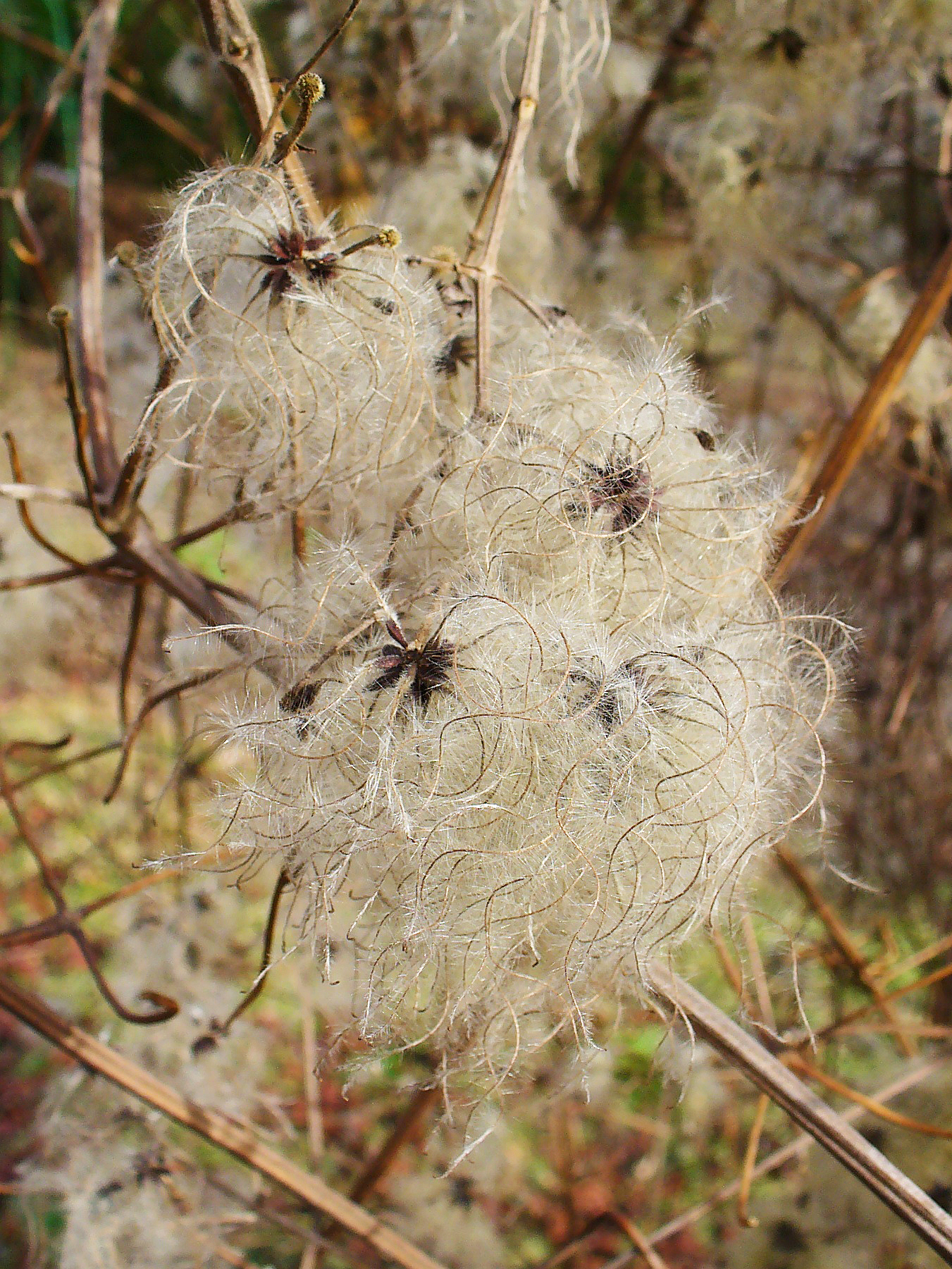
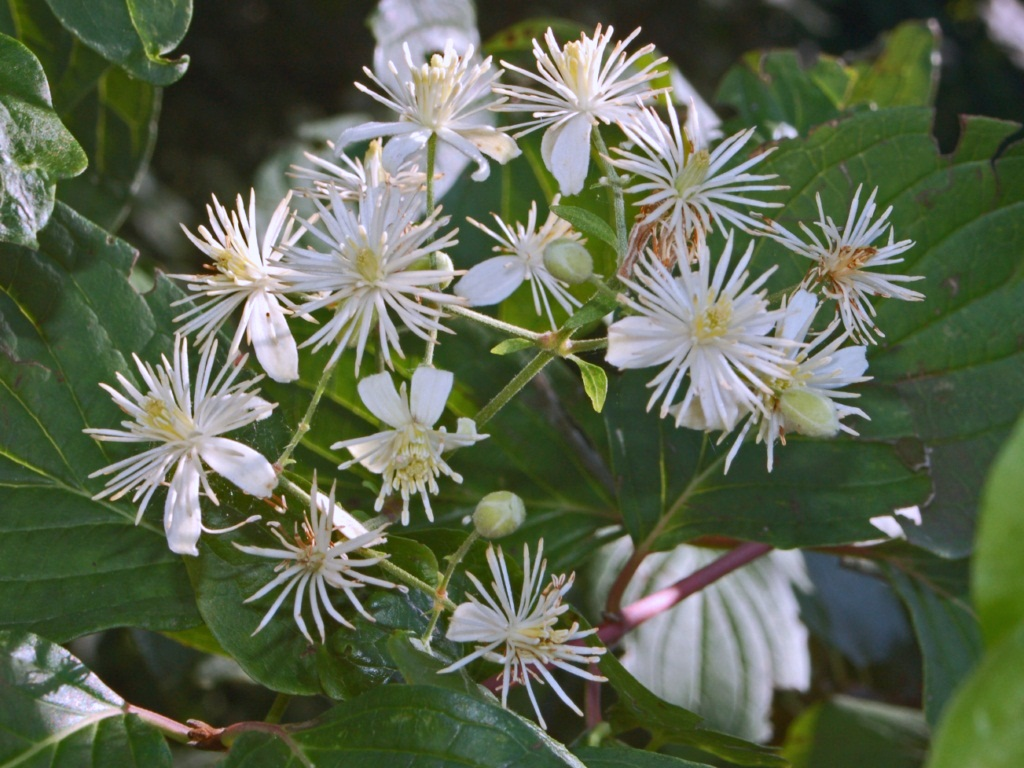